# میکل بی. تریتو
میکل بی. تریتو (سوئدی: Michael B. Tretow؛ زادهٔ ۲۰ اوت ۱۹۴۴) موسیقی‌دان، آهنگساز، مهندس صدا و تهیه‌کننده موسیقی اهل سوئد است. بیشتر شهرت او به واسطه همکاری‌هایش با ابرگروه موسیقی سوئدی آبا مابین سال‌های ۱۹۷۰ تا ۱۹۸۲ است. او مهندس صدای بسیاری از آلبوم‌های آنا از جمله آبا (۱۹۷۵) و آیا می‌خواهی که (۱۹۷۹) بود.